# Mohamad Siraj Tamim
Mohamad Siraj Tamim (ur. 2 stycznia 1985, Bejrut) – libański sprinter, olimpijczyk.
Zawodnik uczestniczył w Igrzysk Olimpijskich w Pekinie, startując w biegu na 200 metrów uzyskał czas 21,80 sekundy.